# Henri-Joseph Orban
Pour les articles homonymes, voir Orban.
 (octobre 2023).
Henri-Joseph Orban-Rossius, né à Liège le 30 novembre 1779 et mort le 5 décembre 1846 , est un industriel et homme politique belge.

## Biographie

### Activités économiques
Son père est né dans une famille d'agriculteurs. Il s'est constitué une fortune en faisant commerce de chicorée et en investissant ses bénéfices dans l'achat des marchandises nationales. Henri-Joseph a suivi ses traces et a bâti un complexe industriel dans lequel différents membres de sa famille se sont discernés.
Il est un fabricant en acier à Grivegnée. Il possédait six charbonnages, deux fabriques d'acier ainsi que beaucoup d'autres activités industrielles relatives à l'acier, au gaz, aux machines à vapeur, aux ports fluviaux etc. Il est le premier à utiliser des machines à vapeur pour l'extraction du charbon en Belgique. Ses sociétés sont équipées de l'appareillage et des machines les plus modernes. 

### Carrière politique
Il a été membre du Conseil de la Régence et des États provinciaux. Il est élu membre du Congrès national où il a voté pour l'indépendance mais contre l'exclusion perpétuelle des Orange-Nassau, ce qui fait de lui aux yeux des patriotes liégeois, le chef de file des Orangistes de Liège. Une émeute éclate en représailles et détruit son magasin de la place aux Chevaux dans la nuit du 28 mars 1831. Il démissionne le 11 décembre 1831 jugeant officiellement qu'il pouvait difficilement combiner ses activités industrielles et politiques.
Il a été président du tribunal de commerce et d'industrie de Liège jusqu'à sa mort.

### Famille
Orban s'est marié deux fois, d'abord avec Claire de Xhenemont, dont il eut 6 enfants, ensuite avec Thérèse de Rossius d'Humain, avec laquelle il eut 7 enfants. Plusieurs de ses fils ont joué un rôle industriel important, comme Henri-Joseph Orban (°1808), Gustave Orban (°1812), Eugène Orban (°1814), Léon Orban (°1822) et Jules Orban (°1826). Walthère Frère-Orban, le plus connu des membres de ce "clan", est le gendre d'Henri-Joseph.

## Hommage
Le quai Orban à Liège lui rend hommage.